# Відділ зовнішніх церковних зв'язків Московського патріархату
Відділ зовнішніх церковних зв'язків Московського патріархату (ВЗЦЗ; до серпня 2000 року — Відділ зовнішніх церковних зносин) — одна із синодальних установ Російської православної церкви. Заснований 4 квітня 1946 року.
Із 31 березня 2009 року голова — митрополит Волоколамський Іларіон (Алфєєв).

## Історія
20 вересня 1918 року Помісний собор Руської православної церкви «заради вирішення труднощів, що лежать на шляху до єднання і для можливого сприяння якнайшвидшому досягненню кінцевої мети» (тобто відновлення єдності та спілкування) доручив Синоду утворити постійну комісію при Синоді з відділеннями в Росії і за кордоном для взаємодії з інославними церквами. Однак тоді заснувати її не вдалося.
4 квітня 1946 року рішенням Священного синоду Руської православної церкви був утворений відділ зовнішніх церковних зносин і мав своєю метою: «провадження справ з управління закордонними установами Російської Православної Церкви (єпархії, парафії, екзархати, митрополичі кола, Духовні місії і т. п.); зв'язку з автокефальними Православними Церквами; ведення листування з закордонними установами; обробку іноземної кореспонденції: переклад на російську мову, складання відповідей, підготовка архівних та наукових довідок; складання доповідей з усіх принципових питань, що виникають у зв'язку з управлінням закордонними установами, взаємовідношенням Російської Церкви з іншими автокефальними Церквами і керівництвом інославних віросповідань».
Спочатку відділ мав малий штат; поряд з митрополитом Миколою першим співробітником відділу був Олексій Буєвський (діловод з травня 1946 року).
За словами члена Міжсоборної присутності РПЦ Давида Гзгзяна: «у структурі Московської патріархії створюється спеціальний орган — Відділ зовнішніх церковних зносин <...> його голова з тих самих пір є у РПЦ „людиною номер два“. Випадок унікальний у всій світовій церковної історії — щоб ключова роль у діяльності церкви належала департаменту зовнішніх зв'язків, який в звичайному випадку повинен займати найскромніше місце».
Роботу по зміцненню відділу у 1960-1961 роках провів Рада по справах Російської православної церкви при Раді міністрів СРСР, «виконуючи рішення ЦК КПРС від 25 липня 1960 року».
Згідно з рішенням Священного синоду від 16 березня 1961 року керівник відділу завжди повинен бути в єпископському сані та постійним членом Священного синоду Російської православної церкви.
У першій половині 1962 року ВЗЦЗ придбав будівлю на вулиці Рилєєва, яка стала на довгі роки місцем його діяльності.
16 грудня 1969 року Священний синод постановив «1. Утворити в Києві при Экзархе України філія Відділу зовнішніх церковних зносин Московського Патріархату; 2. Головою філії бути Преосвященному митрополиту Київському і Галицькому, Екзарха України».
З 1967 року ВЗЦЗ МП випускав «Інформаційний бюлетень Відділу зовнішніх церковних зв'язків МП» (до 1998 року у формі машинописного прес-релізу для службового користування, з 1999 року — щомісяця в поліграфічному варіанті). Бюлетень не мав суворої періодичності і розміщував інформацію про міжнародних церковних контактах, найбільш значимі події в РПЦ та інших помісних і інославних Церков, а також огляди статей, опублікованих у зарубіжній церковній періодиці, та ін
25 липня 1979 року ухвалою Священного синоду в Ленінграді при митрополиті Ленінградському і Новгородському був утворений ще один філіал ВЗЦЗ.
З нагоди 35-річчя, 6 березня 1981 року відділ нагороджений орденом преподобного Сергія Радонезького I ступеня.
15 жовтня 1985 року відділ переїхав з невеликого особняка на вулиці Рилєєва, будинок 18/2 у відреставрований чотириповерховий Новий братський корпус на території Московського Данилова монастиря, переданого Церкви напередодні ювілею 1000-річчя хрещення Русі.
27 квітня 1986 року в рік 40-річчя, відділу вручено орден святого рівноапостольного великого князя Володимира I ступеня.
21 серпня 1997 року в зв'язку з реструктуризацією відділу «замість раніше існуючих секторів, що відповідали за окремі вузькі напрямки діяльності Відділу» з'явилися нові підрозділи: секретаріат з міжправославних зв'язків та закордонним установам, секретаріату з міжхристиянських зв'язків, секретаріат із взаємин Церкви і суспільства та адміністративно-фінансовий секретаріат; сектори зарубіжних установ, православного паломництва, пізніше — служба комунікації і сектор публікацій.
31 березня 2009 року Священний синод в рамках оптимізації діяльності синодальних установ на базі ВЗЦЗ створив відділ із взаємин Церкви та суспільства і секретаріат Московської патріархії по зарубіжних установах (з 2010 року — управління по закордонних установ Московської патріархії), яким була передана частина функцій відділу.  Філіал аспірантури Московської духовної академії що діяв при ВЗЦЗ   був перетворений в Загальноцерковну аспірантуру та докторантуру імені святих рівноапостольних Кирила і Мефодія.
У 2011 році до 65-річного ювілею на кошти, виділені благодійним фондом імені святителя Григорія Богослова, фасад ВЗЦЗ прикрашений мозаїчним зображенням Пресвятої Богородиці з омофором у руках.
6 квітня 2016 року з благословення патріарха Московського і всієї Русі Кирила заснована нагорода відділу зовнішніх церковних зв'язків Московського патріархату — медаль святителя Марка Ефеського.
У травні 2021 року глава відділу митрополит Іларіон порівняв очолювану ним структуру із прикордонною службою  і назвав однією із основних задач захищати кордони Московської Церкви в Україні, які нібито порушив Вселенський патріархат, коли надав Томос про автокефалію Православній Церкві України. «Діяльність ВЗЦЗ можна порівняти зі служінням прикордонників: ми покликані охороняти зовнішні рубежі нашої Церкви. Найважчим викликом, […] стали антиканонічні дії Константинопольського Патріарха, який своїм визнанням розкольників в Україні […] зруйнував відносини з Московським Патріархатом […]», – сказав митрополит РПЦ Іларіон (Алфеєв).

## Керівники відділу
1. 1946—1960 роки — Микола (Ярушевич), митрополит Крутицький і Коломенський.
2. 1960—1972 роки — Никодим (Ротов), майбутній митрополит Ленінградський і Новгородський.
3. 1972—1981 роки — Ювеналій (Поярков), митрополит Крутицький і Коломенський.
4. 1981—1989 роки — Філарет (Вахромєєв), митрополит Мінський і Білоруський.
5. 1989—2009 роки — Кирило (Гундяєв), митрополит Смоленський і Калінінградський. 
 2009 рік — тимчасово в. о. голови Марк (Головков), єпископ Єгор'євський.
6. З 2009 року — Іларіон (Алфєєв), митрополит Волоколамський.

## Сучасний стан

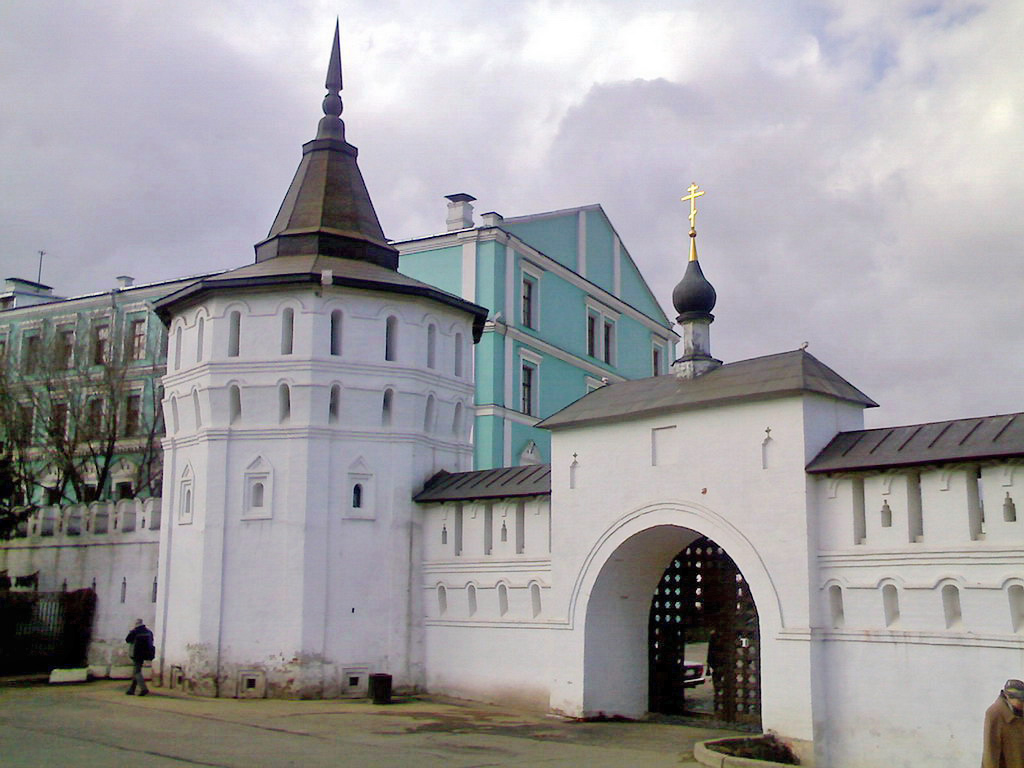

Статус і функції відділу визначені статутом РПЦ, прийнятим Ювілейним архієрейським собором Руської православної церкви в 2000, зокрема главою VI, та статутом відділу, затвердженим Священним синодом у 1992 і зміненим у 1999 і 2001. Згідно главі XIV Статуту РПЦ, «вища церковна влада здійснює свою юрисдикцію» над «церковними установами в далекому зарубіжжі» через Відділ зовнішніх церковних зв'язків.
ВЗЦЗ підзвітний Священного синоду, який щорічно затверджує програму його діяльності. Керівними документами для ВЗЦЗ є постанови помісних і архієрейських соборів Руської православної церкви, визначення Священного синоду, укази і розпорядження патріарха Московського і всієї Русі. Голова ВЗЦЗ призначається Священним синодом Руської православної церкви. Згідно з визначенням Священного синоду від 16 березня 1961 року, голова відділу повинен бути в єпископському сані і мати статус постійного члена Священного синоду.

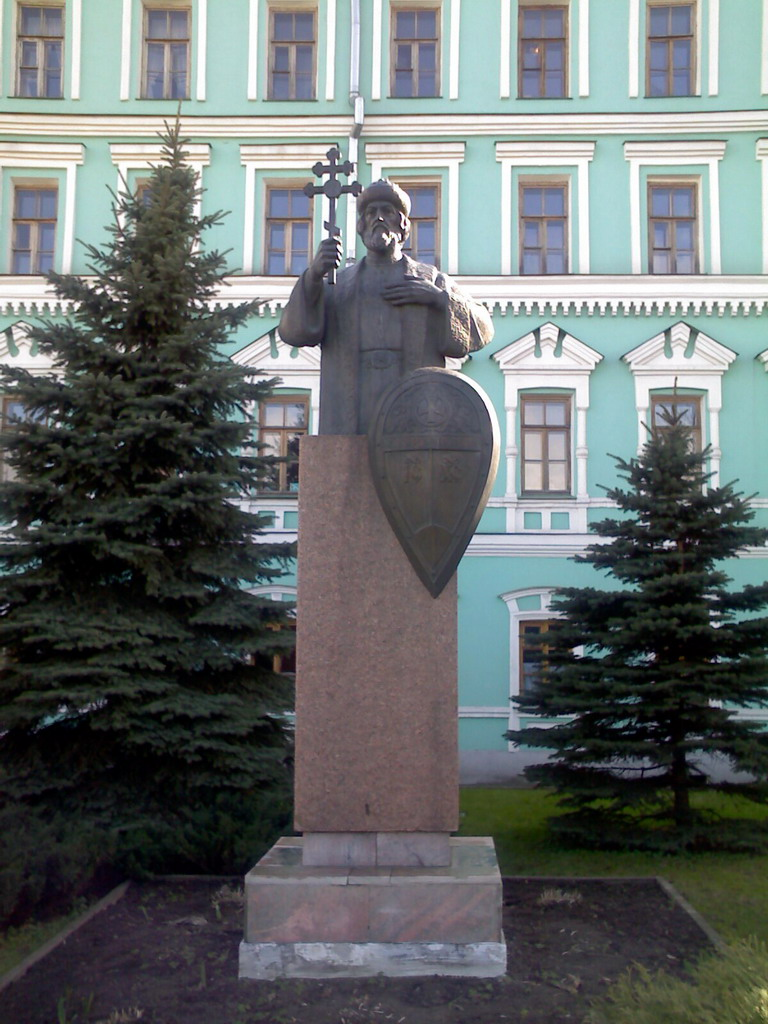

представляє Російську Православну Церкву в її стосунках із зовнішнім світом. Відділ здійснює зв'язки Руської Православної Церкви з Помісними Православними Церквами, інославними церквами і християнськими об'єднаннями, нехристиянськими релігіями, урядовими, парламентськими, громадськими організаціями та установами, міжурядовими, релігійними та громадськими міжнародними організаціями, світськими засобами масової інформації, культурними, економічними, фінансовими і туристичними організаціями . ВЗЦЗ МП здійснює в межах канонічних повноважень ієрархічне, адміністративне та фінансово-господарське управління єпархіями, місіями, монастирями, парафіями, представництвами та садибами Російської Православної Церкви в далекому зарубіжжі, а також сприяє роботі подвір'їв Помісних Православних Церков на канонічній території Московського Патріархату. В рамках ВЗЦЗ МП діють: Служба православного паломництва, що здійснює поїздки архієреїв, пастирів і чад Руської Церкви до святинь далекого зарубіжжя; Служба комунікації, яка підтримує загальноцерковні взаємозв'язку зі світськими засобами масової інформації, спостерігає за публікаціями про Руську Православну Церкву, підтримує офіційний сайт Московського Патріархату в інтернеті; Сектор публікацій, який видає Інформаційний бюлетень ВЗЦЗ і церковно-науковий журнал Церковь и время .

Структура відділу
- секретаріату з міжправославних відносин;
- секретаріату з міжхристиянських відносин;
- секретаріат у справах далекого зарубіжжя;
- сектор міжрелігійних контактів;
- сектор протоколу;
- служба комунікації;
- сектор публікацій;
- служба перекладів;
- Філія відділу в Санкт-Петербурзі.
- Комісія у справах старообрядницьких парафій та взаємодії з старообрядчеством[25]

У Відділі є ряд підрозділів, робота яких носить допоміжний характер, проте також необхідних для його функціонування: архів, канцелярія, склад, машбюро, експедиція.

## Керівництво відділу
- Митрополит Волоколамський Іларіон (Алфєєв) — голова
- Протоієрей Микола Балашов — заступник голови;
- Архімандрит Філарет (Булеков) — заступник голови[26];